# 中国南方工業集団
中国南方工業集団公司（英語名：China South Industries Group Corporation、略称：CSGC）は中華人民共和国の兵器製造企業である。中国兵器装備集団公司と同一企業であり、その対外的別称である。主要事業は軍事兵器、自動車・二輪車、新エネルギーなど。本社は北京。

## 概要
1999年、北京海淀区に設立。傘下に様々な製造業企業を有し、特に長安汽車集団など多数の自動車メーカーを傘下に置いている。

## 沿革
- 1982年　国務院決定により、第五機械工業部を元に、兵器工業部を設立[3]。
- 1986年　兵器工業部と機械工業部を合併し、国家機械工業委員会を設立。
- 1988年　国家機械工業委員会と電子工業部を合併し、機械電子工業部及び中国北方工業（集団）総公司を設立。中国北方工業は機械電子工業部に属し兵器工業のマネジメントを担当する。
- 1990年　中国北方工業（集団）総公司を元に、中国兵器工業総公司を設立。
- 1999年　中国兵器工業総公司の事業部門を元に、中国兵器装备集団公司を設立。

## 傘下企業
- 湖北華中薬業有限公司
- 貴州高峰石油機械有限責任公司
- 江西長江化工有限責任公司
- 洛陽北方企業集団有限公司
- 成都陵川特種工業有限責任公司
- 湖南雲箭集団有限公司
- 河南中光学集団有限公司
- 武漢長江光電有限公司
- 中国長安汽車集団股份有限公司
- 天威集団
- 中国嘉陵集団
- 済南軽騎摩托車股份有限公司
- 湖北華強科技有限責任公司
- 湖北華中光電科技有限公司
- 北京北機機電工業有限責任公司
- 河南中原特殊鋼集団有限責任公司
- 重慶長安工業集団
- 西南兵器工業公司
- 四川寧江山川機械有限責任公司
- 保定天威集団有限公司
- 雲南西儀工業股份有限公司
- 哈爾浜爾安動力股份公司
- 江鈴汽車股份有限公司
- 利達光電股份有限公司
- 重慶長安民生物流股份公司
- 成都光明光電股份有限公司
- 武漢浜湖電子有限責任公司
- 重慶虎溪電機工業有限責任公司
- 西安昆崙工業（集団）有限責任公司
- 中国兵器装備集団財務公司
- 四川華川工業有限公司
- 湖南華南光電（集団）有限責任公司
- 成都晋林工業制造有限責任公司
- 黒龍江北方工具有限公司
- 南方工業資産管理有限責任公司
- 重慶大江工業有限責任公司
- 浙江先鋒機械有限公司
- 重慶長江電工工業有限責任公司
- 重慶望江工業有限公司
- 湖南天雁機械有限責任公司
- 重慶紅宇精密工業有限公司
- 四川建安工業有限責任公司
- 重慶青山工業有限責任公司
- 湖南江浜機器（集団）有限責任公司
- 四川華慶機械有限責任公司
- 重慶建設工業有限責任公司
- 重慶建設摩托車股份有限公司
- 四川華川雅馬哈摩托部品制造有限公司

## 生産武器
- 小火器
  - 97式自動歩槍
  - 05式短機関銃
- 戦車・戦闘車両
  - 95式25mm自走対空機関砲